# Zasady gry w szachy

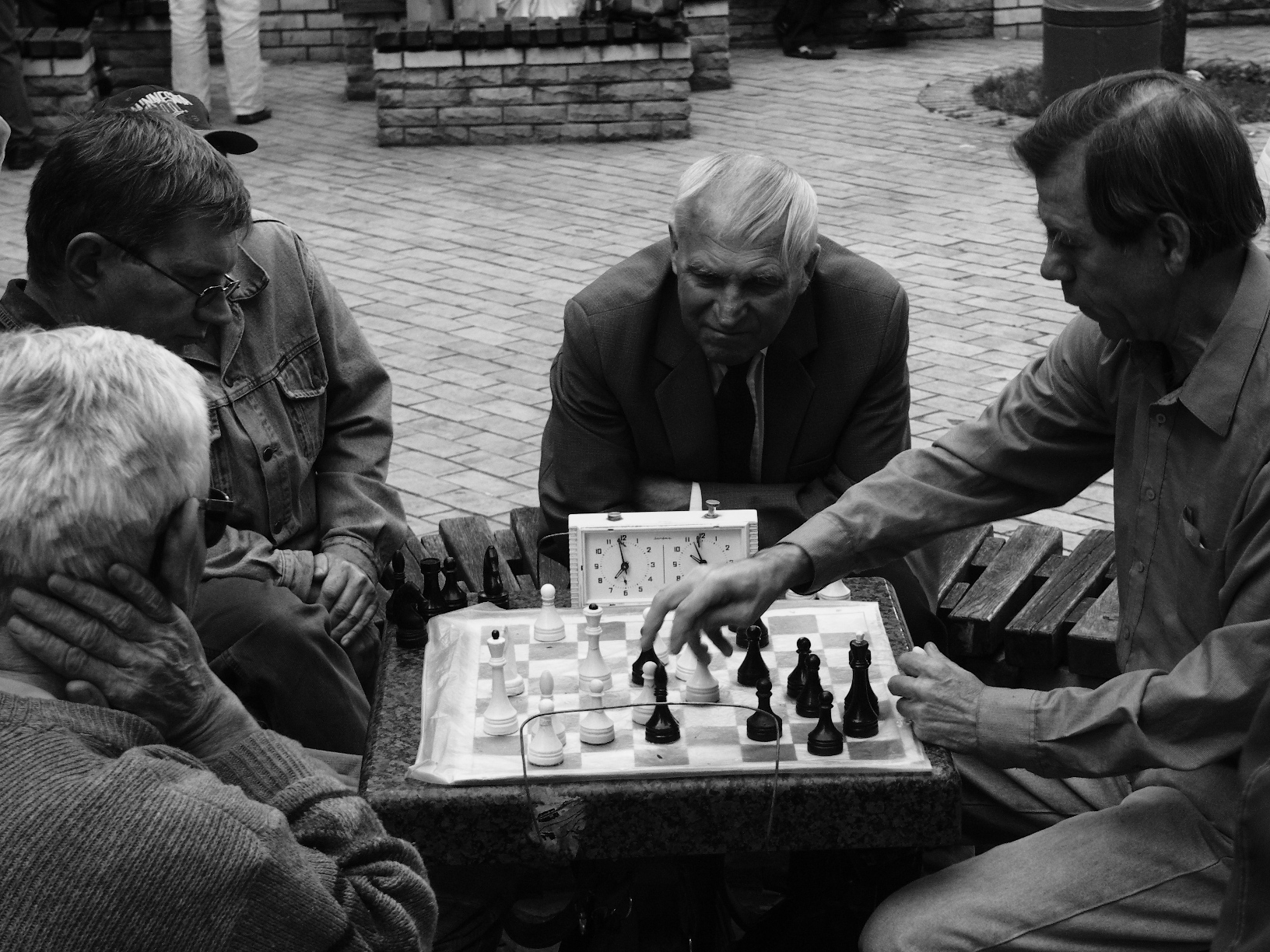
Gra w parku publicznym w Kijowie z wykorzystaniem zegara szachowego.

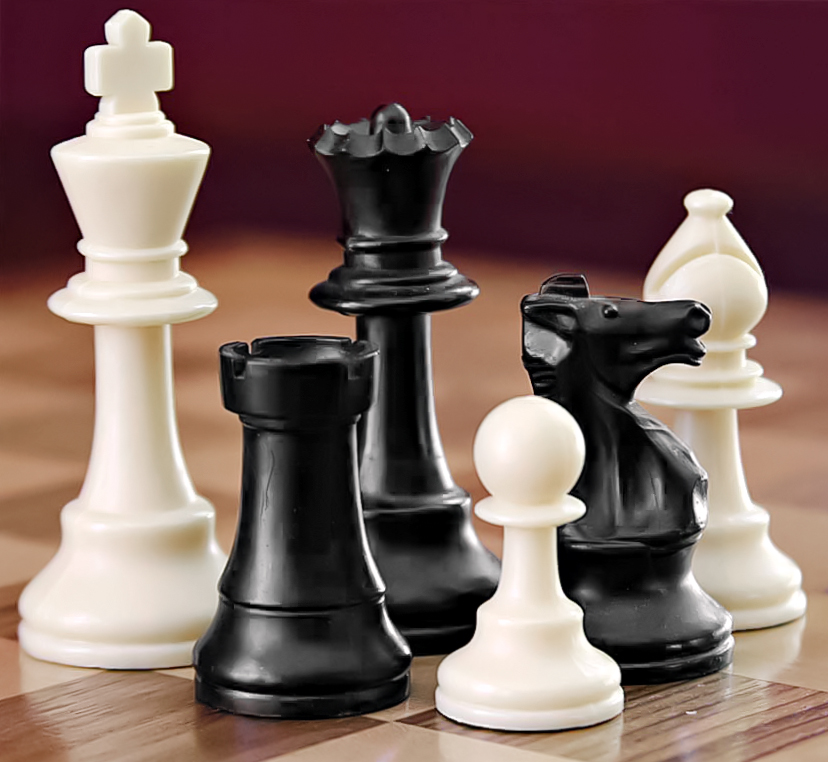
Bierki szachowe Stauntona. Od lewej do prawej: król, wieża, hetman, pion, skoczek, goniec.

Zasady gry w szachy – prawidła regulujące sposób rozgrywania partii szachów. Choć pochodzenie gry nie zostało dokładnie wyjaśnione, to współczesne zasady ukształtowały się w średniowieczu. Ewoluowały one do początków XIX wieku, kiedy to osiągnęły właściwie swą bieżącą postać. W zależności od miejsca zasady gry różniły się od siebie, współcześnie za przepisy gry odpowiada Międzynarodowa Federacja Szachowa (Fédération Internationale des Échecs, FIDE). Przepisy te mogą się różnić w przypadku różnych wariantów gry, np. dla szachów szybkich, błyskawicznych czy korespondencyjnych.
Szachy to gra, w której udział biorą dwie osoby. Rozgrywa się ją na planszy nazywanej szachownicą, gdzie rozstawia się 32 bierki (sześciu rodzajów, w tym po 8 pionów i 8 figur, łącznie 16 dla każdego z graczy). Celem gry jest danie mata, tzn. zagrożenie królowi przeciwnika usunięciem z dalszej rozgrywki („zbiciem”), którego nie sposób uniknąć. Gry jednak nie zawsze kończą się matem – gracze często poddają się, jeśli uważają, że dalsza gra doprowadzi do ich ostatecznej porażki. Zasady przewidują kilka sposobów remisowego zakończenia gry.
Oprócz podstawowych zasad poruszania bierek zasady regulują także wykorzystywane wyposażenie, kontrolę czasu, zachowanie i etykę graczy, ułatwienia dla niepełnosprawnych graczy, zapis posunięć za pomocą notacji szachowej, jak również sposoby postępowania w przypadku nieprawidłowości napotkanych w czasie gry.

## Rozstawienie
|   | a | b | c | d | e | f | g | h |   |
| 8 | a8 – Czarna wieża · b8 – Czarny skoczek · c8 – Czarny goniec · d8 – Czarny hetman · e8 – Czarny król · f8 – Czarny goniec · g8 – Czarny skoczek · h8 – Czarna wieża · a7 – Czarny pionek · b7 – Czarny pionek · c7 – Czarny pionek · d7 – Czarny pionek · e7 – Czarny pionek · f7 – Czarny pionek · g7 – Czarny pionek · h7 – Czarny pionek · a2 – Biały pionek · b2 – Biały pionek · c2 – Biały pionek · d2 – Biały pionek · e2 – Biały pionek · f2 – Biały pionek · g2 – Biały pionek · h2 – Biały pionek · a1 – Biała wieża · b1 – Biały skoczek · c1 – Biały goniec · d1 – Biały hetman · e1 – Biały król · f1 – Biały goniec · g1 – Biały skoczek · h1 – Biała wieża | a8 – Czarna wieża · b8 – Czarny skoczek · c8 – Czarny goniec · d8 – Czarny hetman · e8 – Czarny król · f8 – Czarny goniec · g8 – Czarny skoczek · h8 – Czarna wieża · a7 – Czarny pionek · b7 – Czarny pionek · c7 – Czarny pionek · d7 – Czarny pionek · e7 – Czarny pionek · f7 – Czarny pionek · g7 – Czarny pionek · h7 – Czarny pionek · a2 – Biały pionek · b2 – Biały pionek · c2 – Biały pionek · d2 – Biały pionek · e2 – Biały pionek · f2 – Biały pionek · g2 – Biały pionek · h2 – Biały pionek · a1 – Biała wieża · b1 – Biały skoczek · c1 – Biały goniec · d1 – Biały hetman · e1 – Biały król · f1 – Biały goniec · g1 – Biały skoczek · h1 – Biała wieża | a8 – Czarna wieża · b8 – Czarny skoczek · c8 – Czarny goniec · d8 – Czarny hetman · e8 – Czarny król · f8 – Czarny goniec · g8 – Czarny skoczek · h8 – Czarna wieża · a7 – Czarny pionek · b7 – Czarny pionek · c7 – Czarny pionek · d7 – Czarny pionek · e7 – Czarny pionek · f7 – Czarny pionek · g7 – Czarny pionek · h7 – Czarny pionek · a2 – Biały pionek · b2 – Biały pionek · c2 – Biały pionek · d2 – Biały pionek · e2 – Biały pionek · f2 – Biały pionek · g2 – Biały pionek · h2 – Biały pionek · a1 – Biała wieża · b1 – Biały skoczek · c1 – Biały goniec · d1 – Biały hetman · e1 – Biały król · f1 – Biały goniec · g1 – Biały skoczek · h1 – Biała wieża | a8 – Czarna wieża · b8 – Czarny skoczek · c8 – Czarny goniec · d8 – Czarny hetman · e8 – Czarny król · f8 – Czarny goniec · g8 – Czarny skoczek · h8 – Czarna wieża · a7 – Czarny pionek · b7 – Czarny pionek · c7 – Czarny pionek · d7 – Czarny pionek · e7 – Czarny pionek · f7 – Czarny pionek · g7 – Czarny pionek · h7 – Czarny pionek · a2 – Biały pionek · b2 – Biały pionek · c2 – Biały pionek · d2 – Biały pionek · e2 – Biały pionek · f2 – Biały pionek · g2 – Biały pionek · h2 – Biały pionek · a1 – Biała wieża · b1 – Biały skoczek · c1 – Biały goniec · d1 – Biały hetman · e1 – Biały król · f1 – Biały goniec · g1 – Biały skoczek · h1 – Biała wieża | a8 – Czarna wieża · b8 – Czarny skoczek · c8 – Czarny goniec · d8 – Czarny hetman · e8 – Czarny król · f8 – Czarny goniec · g8 – Czarny skoczek · h8 – Czarna wieża · a7 – Czarny pionek · b7 – Czarny pionek · c7 – Czarny pionek · d7 – Czarny pionek · e7 – Czarny pionek · f7 – Czarny pionek · g7 – Czarny pionek · h7 – Czarny pionek · a2 – Biały pionek · b2 – Biały pionek · c2 – Biały pionek · d2 – Biały pionek · e2 – Biały pionek · f2 – Biały pionek · g2 – Biały pionek · h2 – Biały pionek · a1 – Biała wieża · b1 – Biały skoczek · c1 – Biały goniec · d1 – Biały hetman · e1 – Biały król · f1 – Biały goniec · g1 – Biały skoczek · h1 – Biała wieża | a8 – Czarna wieża · b8 – Czarny skoczek · c8 – Czarny goniec · d8 – Czarny hetman · e8 – Czarny król · f8 – Czarny goniec · g8 – Czarny skoczek · h8 – Czarna wieża · a7 – Czarny pionek · b7 – Czarny pionek · c7 – Czarny pionek · d7 – Czarny pionek · e7 – Czarny pionek · f7 – Czarny pionek · g7 – Czarny pionek · h7 – Czarny pionek · a2 – Biały pionek · b2 – Biały pionek · c2 – Biały pionek · d2 – Biały pionek · e2 – Biały pionek · f2 – Biały pionek · g2 – Biały pionek · h2 – Biały pionek · a1 – Biała wieża · b1 – Biały skoczek · c1 – Biały goniec · d1 – Biały hetman · e1 – Biały król · f1 – Biały goniec · g1 – Biały skoczek · h1 – Biała wieża | a8 – Czarna wieża · b8 – Czarny skoczek · c8 – Czarny goniec · d8 – Czarny hetman · e8 – Czarny król · f8 – Czarny goniec · g8 – Czarny skoczek · h8 – Czarna wieża · a7 – Czarny pionek · b7 – Czarny pionek · c7 – Czarny pionek · d7 – Czarny pionek · e7 – Czarny pionek · f7 – Czarny pionek · g7 – Czarny pionek · h7 – Czarny pionek · a2 – Biały pionek · b2 – Biały pionek · c2 – Biały pionek · d2 – Biały pionek · e2 – Biały pionek · f2 – Biały pionek · g2 – Biały pionek · h2 – Biały pionek · a1 – Biała wieża · b1 – Biały skoczek · c1 – Biały goniec · d1 – Biały hetman · e1 – Biały król · f1 – Biały goniec · g1 – Biały skoczek · h1 – Biała wieża | a8 – Czarna wieża · b8 – Czarny skoczek · c8 – Czarny goniec · d8 – Czarny hetman · e8 – Czarny król · f8 – Czarny goniec · g8 – Czarny skoczek · h8 – Czarna wieża · a7 – Czarny pionek · b7 – Czarny pionek · c7 – Czarny pionek · d7 – Czarny pionek · e7 – Czarny pionek · f7 – Czarny pionek · g7 – Czarny pionek · h7 – Czarny pionek · a2 – Biały pionek · b2 – Biały pionek · c2 – Biały pionek · d2 – Biały pionek · e2 – Biały pionek · f2 – Biały pionek · g2 – Biały pionek · h2 – Biały pionek · a1 – Biała wieża · b1 – Biały skoczek · c1 – Biały goniec · d1 – Biały hetman · e1 – Biały król · f1 – Biały goniec · g1 – Biały skoczek · h1 – Biała wieża | 8 |
| 7 | a8 – Czarna wieża · b8 – Czarny skoczek · c8 – Czarny goniec · d8 – Czarny hetman · e8 – Czarny król · f8 – Czarny goniec · g8 – Czarny skoczek · h8 – Czarna wieża · a7 – Czarny pionek · b7 – Czarny pionek · c7 – Czarny pionek · d7 – Czarny pionek · e7 – Czarny pionek · f7 – Czarny pionek · g7 – Czarny pionek · h7 – Czarny pionek · a2 – Biały pionek · b2 – Biały pionek · c2 – Biały pionek · d2 – Biały pionek · e2 – Biały pionek · f2 – Biały pionek · g2 – Biały pionek · h2 – Biały pionek · a1 – Biała wieża · b1 – Biały skoczek · c1 – Biały goniec · d1 – Biały hetman · e1 – Biały król · f1 – Biały goniec · g1 – Biały skoczek · h1 – Biała wieża | a8 – Czarna wieża · b8 – Czarny skoczek · c8 – Czarny goniec · d8 – Czarny hetman · e8 – Czarny król · f8 – Czarny goniec · g8 – Czarny skoczek · h8 – Czarna wieża · a7 – Czarny pionek · b7 – Czarny pionek · c7 – Czarny pionek · d7 – Czarny pionek · e7 – Czarny pionek · f7 – Czarny pionek · g7 – Czarny pionek · h7 – Czarny pionek · a2 – Biały pionek · b2 – Biały pionek · c2 – Biały pionek · d2 – Biały pionek · e2 – Biały pionek · f2 – Biały pionek · g2 – Biały pionek · h2 – Biały pionek · a1 – Biała wieża · b1 – Biały skoczek · c1 – Biały goniec · d1 – Biały hetman · e1 – Biały król · f1 – Biały goniec · g1 – Biały skoczek · h1 – Biała wieża | a8 – Czarna wieża · b8 – Czarny skoczek · c8 – Czarny goniec · d8 – Czarny hetman · e8 – Czarny król · f8 – Czarny goniec · g8 – Czarny skoczek · h8 – Czarna wieża · a7 – Czarny pionek · b7 – Czarny pionek · c7 – Czarny pionek · d7 – Czarny pionek · e7 – Czarny pionek · f7 – Czarny pionek · g7 – Czarny pionek · h7 – Czarny pionek · a2 – Biały pionek · b2 – Biały pionek · c2 – Biały pionek · d2 – Biały pionek · e2 – Biały pionek · f2 – Biały pionek · g2 – Biały pionek · h2 – Biały pionek · a1 – Biała wieża · b1 – Biały skoczek · c1 – Biały goniec · d1 – Biały hetman · e1 – Biały król · f1 – Biały goniec · g1 – Biały skoczek · h1 – Biała wieża | a8 – Czarna wieża · b8 – Czarny skoczek · c8 – Czarny goniec · d8 – Czarny hetman · e8 – Czarny król · f8 – Czarny goniec · g8 – Czarny skoczek · h8 – Czarna wieża · a7 – Czarny pionek · b7 – Czarny pionek · c7 – Czarny pionek · d7 – Czarny pionek · e7 – Czarny pionek · f7 – Czarny pionek · g7 – Czarny pionek · h7 – Czarny pionek · a2 – Biały pionek · b2 – Biały pionek · c2 – Biały pionek · d2 – Biały pionek · e2 – Biały pionek · f2 – Biały pionek · g2 – Biały pionek · h2 – Biały pionek · a1 – Biała wieża · b1 – Biały skoczek · c1 – Biały goniec · d1 – Biały hetman · e1 – Biały król · f1 – Biały goniec · g1 – Biały skoczek · h1 – Biała wieża | a8 – Czarna wieża · b8 – Czarny skoczek · c8 – Czarny goniec · d8 – Czarny hetman · e8 – Czarny król · f8 – Czarny goniec · g8 – Czarny skoczek · h8 – Czarna wieża · a7 – Czarny pionek · b7 – Czarny pionek · c7 – Czarny pionek · d7 – Czarny pionek · e7 – Czarny pionek · f7 – Czarny pionek · g7 – Czarny pionek · h7 – Czarny pionek · a2 – Biały pionek · b2 – Biały pionek · c2 – Biały pionek · d2 – Biały pionek · e2 – Biały pionek · f2 – Biały pionek · g2 – Biały pionek · h2 – Biały pionek · a1 – Biała wieża · b1 – Biały skoczek · c1 – Biały goniec · d1 – Biały hetman · e1 – Biały król · f1 – Biały goniec · g1 – Biały skoczek · h1 – Biała wieża | a8 – Czarna wieża · b8 – Czarny skoczek · c8 – Czarny goniec · d8 – Czarny hetman · e8 – Czarny król · f8 – Czarny goniec · g8 – Czarny skoczek · h8 – Czarna wieża · a7 – Czarny pionek · b7 – Czarny pionek · c7 – Czarny pionek · d7 – Czarny pionek · e7 – Czarny pionek · f7 – Czarny pionek · g7 – Czarny pionek · h7 – Czarny pionek · a2 – Biały pionek · b2 – Biały pionek · c2 – Biały pionek · d2 – Biały pionek · e2 – Biały pionek · f2 – Biały pionek · g2 – Biały pionek · h2 – Biały pionek · a1 – Biała wieża · b1 – Biały skoczek · c1 – Biały goniec · d1 – Biały hetman · e1 – Biały król · f1 – Biały goniec · g1 – Biały skoczek · h1 – Biała wieża | a8 – Czarna wieża · b8 – Czarny skoczek · c8 – Czarny goniec · d8 – Czarny hetman · e8 – Czarny król · f8 – Czarny goniec · g8 – Czarny skoczek · h8 – Czarna wieża · a7 – Czarny pionek · b7 – Czarny pionek · c7 – Czarny pionek · d7 – Czarny pionek · e7 – Czarny pionek · f7 – Czarny pionek · g7 – Czarny pionek · h7 – Czarny pionek · a2 – Biały pionek · b2 – Biały pionek · c2 – Biały pionek · d2 – Biały pionek · e2 – Biały pionek · f2 – Biały pionek · g2 – Biały pionek · h2 – Biały pionek · a1 – Biała wieża · b1 – Biały skoczek · c1 – Biały goniec · d1 – Biały hetman · e1 – Biały król · f1 – Biały goniec · g1 – Biały skoczek · h1 – Biała wieża | a8 – Czarna wieża · b8 – Czarny skoczek · c8 – Czarny goniec · d8 – Czarny hetman · e8 – Czarny król · f8 – Czarny goniec · g8 – Czarny skoczek · h8 – Czarna wieża · a7 – Czarny pionek · b7 – Czarny pionek · c7 – Czarny pionek · d7 – Czarny pionek · e7 – Czarny pionek · f7 – Czarny pionek · g7 – Czarny pionek · h7 – Czarny pionek · a2 – Biały pionek · b2 – Biały pionek · c2 – Biały pionek · d2 – Biały pionek · e2 – Biały pionek · f2 – Biały pionek · g2 – Biały pionek · h2 – Biały pionek · a1 – Biała wieża · b1 – Biały skoczek · c1 – Biały goniec · d1 – Biały hetman · e1 – Biały król · f1 – Biały goniec · g1 – Biały skoczek · h1 – Biała wieża | 7 |
| 6 | a8 – Czarna wieża · b8 – Czarny skoczek · c8 – Czarny goniec · d8 – Czarny hetman · e8 – Czarny król · f8 – Czarny goniec · g8 – Czarny skoczek · h8 – Czarna wieża · a7 – Czarny pionek · b7 – Czarny pionek · c7 – Czarny pionek · d7 – Czarny pionek · e7 – Czarny pionek · f7 – Czarny pionek · g7 – Czarny pionek · h7 – Czarny pionek · a2 – Biały pionek · b2 – Biały pionek · c2 – Biały pionek · d2 – Biały pionek · e2 – Biały pionek · f2 – Biały pionek · g2 – Biały pionek · h2 – Biały pionek · a1 – Biała wieża · b1 – Biały skoczek · c1 – Biały goniec · d1 – Biały hetman · e1 – Biały król · f1 – Biały goniec · g1 – Biały skoczek · h1 – Biała wieża | a8 – Czarna wieża · b8 – Czarny skoczek · c8 – Czarny goniec · d8 – Czarny hetman · e8 – Czarny król · f8 – Czarny goniec · g8 – Czarny skoczek · h8 – Czarna wieża · a7 – Czarny pionek · b7 – Czarny pionek · c7 – Czarny pionek · d7 – Czarny pionek · e7 – Czarny pionek · f7 – Czarny pionek · g7 – Czarny pionek · h7 – Czarny pionek · a2 – Biały pionek · b2 – Biały pionek · c2 – Biały pionek · d2 – Biały pionek · e2 – Biały pionek · f2 – Biały pionek · g2 – Biały pionek · h2 – Biały pionek · a1 – Biała wieża · b1 – Biały skoczek · c1 – Biały goniec · d1 – Biały hetman · e1 – Biały król · f1 – Biały goniec · g1 – Biały skoczek · h1 – Biała wieża | a8 – Czarna wieża · b8 – Czarny skoczek · c8 – Czarny goniec · d8 – Czarny hetman · e8 – Czarny król · f8 – Czarny goniec · g8 – Czarny skoczek · h8 – Czarna wieża · a7 – Czarny pionek · b7 – Czarny pionek · c7 – Czarny pionek · d7 – Czarny pionek · e7 – Czarny pionek · f7 – Czarny pionek · g7 – Czarny pionek · h7 – Czarny pionek · a2 – Biały pionek · b2 – Biały pionek · c2 – Biały pionek · d2 – Biały pionek · e2 – Biały pionek · f2 – Biały pionek · g2 – Biały pionek · h2 – Biały pionek · a1 – Biała wieża · b1 – Biały skoczek · c1 – Biały goniec · d1 – Biały hetman · e1 – Biały król · f1 – Biały goniec · g1 – Biały skoczek · h1 – Biała wieża | a8 – Czarna wieża · b8 – Czarny skoczek · c8 – Czarny goniec · d8 – Czarny hetman · e8 – Czarny król · f8 – Czarny goniec · g8 – Czarny skoczek · h8 – Czarna wieża · a7 – Czarny pionek · b7 – Czarny pionek · c7 – Czarny pionek · d7 – Czarny pionek · e7 – Czarny pionek · f7 – Czarny pionek · g7 – Czarny pionek · h7 – Czarny pionek · a2 – Biały pionek · b2 – Biały pionek · c2 – Biały pionek · d2 – Biały pionek · e2 – Biały pionek · f2 – Biały pionek · g2 – Biały pionek · h2 – Biały pionek · a1 – Biała wieża · b1 – Biały skoczek · c1 – Biały goniec · d1 – Biały hetman · e1 – Biały król · f1 – Biały goniec · g1 – Biały skoczek · h1 – Biała wieża | a8 – Czarna wieża · b8 – Czarny skoczek · c8 – Czarny goniec · d8 – Czarny hetman · e8 – Czarny król · f8 – Czarny goniec · g8 – Czarny skoczek · h8 – Czarna wieża · a7 – Czarny pionek · b7 – Czarny pionek · c7 – Czarny pionek · d7 – Czarny pionek · e7 – Czarny pionek · f7 – Czarny pionek · g7 – Czarny pionek · h7 – Czarny pionek · a2 – Biały pionek · b2 – Biały pionek · c2 – Biały pionek · d2 – Biały pionek · e2 – Biały pionek · f2 – Biały pionek · g2 – Biały pionek · h2 – Biały pionek · a1 – Biała wieża · b1 – Biały skoczek · c1 – Biały goniec · d1 – Biały hetman · e1 – Biały król · f1 – Biały goniec · g1 – Biały skoczek · h1 – Biała wieża | a8 – Czarna wieża · b8 – Czarny skoczek · c8 – Czarny goniec · d8 – Czarny hetman · e8 – Czarny król · f8 – Czarny goniec · g8 – Czarny skoczek · h8 – Czarna wieża · a7 – Czarny pionek · b7 – Czarny pionek · c7 – Czarny pionek · d7 – Czarny pionek · e7 – Czarny pionek · f7 – Czarny pionek · g7 – Czarny pionek · h7 – Czarny pionek · a2 – Biały pionek · b2 – Biały pionek · c2 – Biały pionek · d2 – Biały pionek · e2 – Biały pionek · f2 – Biały pionek · g2 – Biały pionek · h2 – Biały pionek · a1 – Biała wieża · b1 – Biały skoczek · c1 – Biały goniec · d1 – Biały hetman · e1 – Biały król · f1 – Biały goniec · g1 – Biały skoczek · h1 – Biała wieża | a8 – Czarna wieża · b8 – Czarny skoczek · c8 – Czarny goniec · d8 – Czarny hetman · e8 – Czarny król · f8 – Czarny goniec · g8 – Czarny skoczek · h8 – Czarna wieża · a7 – Czarny pionek · b7 – Czarny pionek · c7 – Czarny pionek · d7 – Czarny pionek · e7 – Czarny pionek · f7 – Czarny pionek · g7 – Czarny pionek · h7 – Czarny pionek · a2 – Biały pionek · b2 – Biały pionek · c2 – Biały pionek · d2 – Biały pionek · e2 – Biały pionek · f2 – Biały pionek · g2 – Biały pionek · h2 – Biały pionek · a1 – Biała wieża · b1 – Biały skoczek · c1 – Biały goniec · d1 – Biały hetman · e1 – Biały król · f1 – Biały goniec · g1 – Biały skoczek · h1 – Biała wieża | a8 – Czarna wieża · b8 – Czarny skoczek · c8 – Czarny goniec · d8 – Czarny hetman · e8 – Czarny król · f8 – Czarny goniec · g8 – Czarny skoczek · h8 – Czarna wieża · a7 – Czarny pionek · b7 – Czarny pionek · c7 – Czarny pionek · d7 – Czarny pionek · e7 – Czarny pionek · f7 – Czarny pionek · g7 – Czarny pionek · h7 – Czarny pionek · a2 – Biały pionek · b2 – Biały pionek · c2 – Biały pionek · d2 – Biały pionek · e2 – Biały pionek · f2 – Biały pionek · g2 – Biały pionek · h2 – Biały pionek · a1 – Biała wieża · b1 – Biały skoczek · c1 – Biały goniec · d1 – Biały hetman · e1 – Biały król · f1 – Biały goniec · g1 – Biały skoczek · h1 – Biała wieża | 6 |
| 5 | a8 – Czarna wieża · b8 – Czarny skoczek · c8 – Czarny goniec · d8 – Czarny hetman · e8 – Czarny król · f8 – Czarny goniec · g8 – Czarny skoczek · h8 – Czarna wieża · a7 – Czarny pionek · b7 – Czarny pionek · c7 – Czarny pionek · d7 – Czarny pionek · e7 – Czarny pionek · f7 – Czarny pionek · g7 – Czarny pionek · h7 – Czarny pionek · a2 – Biały pionek · b2 – Biały pionek · c2 – Biały pionek · d2 – Biały pionek · e2 – Biały pionek · f2 – Biały pionek · g2 – Biały pionek · h2 – Biały pionek · a1 – Biała wieża · b1 – Biały skoczek · c1 – Biały goniec · d1 – Biały hetman · e1 – Biały król · f1 – Biały goniec · g1 – Biały skoczek · h1 – Biała wieża | a8 – Czarna wieża · b8 – Czarny skoczek · c8 – Czarny goniec · d8 – Czarny hetman · e8 – Czarny król · f8 – Czarny goniec · g8 – Czarny skoczek · h8 – Czarna wieża · a7 – Czarny pionek · b7 – Czarny pionek · c7 – Czarny pionek · d7 – Czarny pionek · e7 – Czarny pionek · f7 – Czarny pionek · g7 – Czarny pionek · h7 – Czarny pionek · a2 – Biały pionek · b2 – Biały pionek · c2 – Biały pionek · d2 – Biały pionek · e2 – Biały pionek · f2 – Biały pionek · g2 – Biały pionek · h2 – Biały pionek · a1 – Biała wieża · b1 – Biały skoczek · c1 – Biały goniec · d1 – Biały hetman · e1 – Biały król · f1 – Biały goniec · g1 – Biały skoczek · h1 – Biała wieża | a8 – Czarna wieża · b8 – Czarny skoczek · c8 – Czarny goniec · d8 – Czarny hetman · e8 – Czarny król · f8 – Czarny goniec · g8 – Czarny skoczek · h8 – Czarna wieża · a7 – Czarny pionek · b7 – Czarny pionek · c7 – Czarny pionek · d7 – Czarny pionek · e7 – Czarny pionek · f7 – Czarny pionek · g7 – Czarny pionek · h7 – Czarny pionek · a2 – Biały pionek · b2 – Biały pionek · c2 – Biały pionek · d2 – Biały pionek · e2 – Biały pionek · f2 – Biały pionek · g2 – Biały pionek · h2 – Biały pionek · a1 – Biała wieża · b1 – Biały skoczek · c1 – Biały goniec · d1 – Biały hetman · e1 – Biały król · f1 – Biały goniec · g1 – Biały skoczek · h1 – Biała wieża | a8 – Czarna wieża · b8 – Czarny skoczek · c8 – Czarny goniec · d8 – Czarny hetman · e8 – Czarny król · f8 – Czarny goniec · g8 – Czarny skoczek · h8 – Czarna wieża · a7 – Czarny pionek · b7 – Czarny pionek · c7 – Czarny pionek · d7 – Czarny pionek · e7 – Czarny pionek · f7 – Czarny pionek · g7 – Czarny pionek · h7 – Czarny pionek · a2 – Biały pionek · b2 – Biały pionek · c2 – Biały pionek · d2 – Biały pionek · e2 – Biały pionek · f2 – Biały pionek · g2 – Biały pionek · h2 – Biały pionek · a1 – Biała wieża · b1 – Biały skoczek · c1 – Biały goniec · d1 – Biały hetman · e1 – Biały król · f1 – Biały goniec · g1 – Biały skoczek · h1 – Biała wieża | a8 – Czarna wieża · b8 – Czarny skoczek · c8 – Czarny goniec · d8 – Czarny hetman · e8 – Czarny król · f8 – Czarny goniec · g8 – Czarny skoczek · h8 – Czarna wieża · a7 – Czarny pionek · b7 – Czarny pionek · c7 – Czarny pionek · d7 – Czarny pionek · e7 – Czarny pionek · f7 – Czarny pionek · g7 – Czarny pionek · h7 – Czarny pionek · a2 – Biały pionek · b2 – Biały pionek · c2 – Biały pionek · d2 – Biały pionek · e2 – Biały pionek · f2 – Biały pionek · g2 – Biały pionek · h2 – Biały pionek · a1 – Biała wieża · b1 – Biały skoczek · c1 – Biały goniec · d1 – Biały hetman · e1 – Biały król · f1 – Biały goniec · g1 – Biały skoczek · h1 – Biała wieża | a8 – Czarna wieża · b8 – Czarny skoczek · c8 – Czarny goniec · d8 – Czarny hetman · e8 – Czarny król · f8 – Czarny goniec · g8 – Czarny skoczek · h8 – Czarna wieża · a7 – Czarny pionek · b7 – Czarny pionek · c7 – Czarny pionek · d7 – Czarny pionek · e7 – Czarny pionek · f7 – Czarny pionek · g7 – Czarny pionek · h7 – Czarny pionek · a2 – Biały pionek · b2 – Biały pionek · c2 – Biały pionek · d2 – Biały pionek · e2 – Biały pionek · f2 – Biały pionek · g2 – Biały pionek · h2 – Biały pionek · a1 – Biała wieża · b1 – Biały skoczek · c1 – Biały goniec · d1 – Biały hetman · e1 – Biały król · f1 – Biały goniec · g1 – Biały skoczek · h1 – Biała wieża | a8 – Czarna wieża · b8 – Czarny skoczek · c8 – Czarny goniec · d8 – Czarny hetman · e8 – Czarny król · f8 – Czarny goniec · g8 – Czarny skoczek · h8 – Czarna wieża · a7 – Czarny pionek · b7 – Czarny pionek · c7 – Czarny pionek · d7 – Czarny pionek · e7 – Czarny pionek · f7 – Czarny pionek · g7 – Czarny pionek · h7 – Czarny pionek · a2 – Biały pionek · b2 – Biały pionek · c2 – Biały pionek · d2 – Biały pionek · e2 – Biały pionek · f2 – Biały pionek · g2 – Biały pionek · h2 – Biały pionek · a1 – Biała wieża · b1 – Biały skoczek · c1 – Biały goniec · d1 – Biały hetman · e1 – Biały król · f1 – Biały goniec · g1 – Biały skoczek · h1 – Biała wieża | a8 – Czarna wieża · b8 – Czarny skoczek · c8 – Czarny goniec · d8 – Czarny hetman · e8 – Czarny król · f8 – Czarny goniec · g8 – Czarny skoczek · h8 – Czarna wieża · a7 – Czarny pionek · b7 – Czarny pionek · c7 – Czarny pionek · d7 – Czarny pionek · e7 – Czarny pionek · f7 – Czarny pionek · g7 – Czarny pionek · h7 – Czarny pionek · a2 – Biały pionek · b2 – Biały pionek · c2 – Biały pionek · d2 – Biały pionek · e2 – Biały pionek · f2 – Biały pionek · g2 – Biały pionek · h2 – Biały pionek · a1 – Biała wieża · b1 – Biały skoczek · c1 – Biały goniec · d1 – Biały hetman · e1 – Biały król · f1 – Biały goniec · g1 – Biały skoczek · h1 – Biała wieża | 5 |
| 4 | a8 – Czarna wieża · b8 – Czarny skoczek · c8 – Czarny goniec · d8 – Czarny hetman · e8 – Czarny król · f8 – Czarny goniec · g8 – Czarny skoczek · h8 – Czarna wieża · a7 – Czarny pionek · b7 – Czarny pionek · c7 – Czarny pionek · d7 – Czarny pionek · e7 – Czarny pionek · f7 – Czarny pionek · g7 – Czarny pionek · h7 – Czarny pionek · a2 – Biały pionek · b2 – Biały pionek · c2 – Biały pionek · d2 – Biały pionek · e2 – Biały pionek · f2 – Biały pionek · g2 – Biały pionek · h2 – Biały pionek · a1 – Biała wieża · b1 – Biały skoczek · c1 – Biały goniec · d1 – Biały hetman · e1 – Biały król · f1 – Biały goniec · g1 – Biały skoczek · h1 – Biała wieża | a8 – Czarna wieża · b8 – Czarny skoczek · c8 – Czarny goniec · d8 – Czarny hetman · e8 – Czarny król · f8 – Czarny goniec · g8 – Czarny skoczek · h8 – Czarna wieża · a7 – Czarny pionek · b7 – Czarny pionek · c7 – Czarny pionek · d7 – Czarny pionek · e7 – Czarny pionek · f7 – Czarny pionek · g7 – Czarny pionek · h7 – Czarny pionek · a2 – Biały pionek · b2 – Biały pionek · c2 – Biały pionek · d2 – Biały pionek · e2 – Biały pionek · f2 – Biały pionek · g2 – Biały pionek · h2 – Biały pionek · a1 – Biała wieża · b1 – Biały skoczek · c1 – Biały goniec · d1 – Biały hetman · e1 – Biały król · f1 – Biały goniec · g1 – Biały skoczek · h1 – Biała wieża | a8 – Czarna wieża · b8 – Czarny skoczek · c8 – Czarny goniec · d8 – Czarny hetman · e8 – Czarny król · f8 – Czarny goniec · g8 – Czarny skoczek · h8 – Czarna wieża · a7 – Czarny pionek · b7 – Czarny pionek · c7 – Czarny pionek · d7 – Czarny pionek · e7 – Czarny pionek · f7 – Czarny pionek · g7 – Czarny pionek · h7 – Czarny pionek · a2 – Biały pionek · b2 – Biały pionek · c2 – Biały pionek · d2 – Biały pionek · e2 – Biały pionek · f2 – Biały pionek · g2 – Biały pionek · h2 – Biały pionek · a1 – Biała wieża · b1 – Biały skoczek · c1 – Biały goniec · d1 – Biały hetman · e1 – Biały król · f1 – Biały goniec · g1 – Biały skoczek · h1 – Biała wieża | a8 – Czarna wieża · b8 – Czarny skoczek · c8 – Czarny goniec · d8 – Czarny hetman · e8 – Czarny król · f8 – Czarny goniec · g8 – Czarny skoczek · h8 – Czarna wieża · a7 – Czarny pionek · b7 – Czarny pionek · c7 – Czarny pionek · d7 – Czarny pionek · e7 – Czarny pionek · f7 – Czarny pionek · g7 – Czarny pionek · h7 – Czarny pionek · a2 – Biały pionek · b2 – Biały pionek · c2 – Biały pionek · d2 – Biały pionek · e2 – Biały pionek · f2 – Biały pionek · g2 – Biały pionek · h2 – Biały pionek · a1 – Biała wieża · b1 – Biały skoczek · c1 – Biały goniec · d1 – Biały hetman · e1 – Biały król · f1 – Biały goniec · g1 – Biały skoczek · h1 – Biała wieża | a8 – Czarna wieża · b8 – Czarny skoczek · c8 – Czarny goniec · d8 – Czarny hetman · e8 – Czarny król · f8 – Czarny goniec · g8 – Czarny skoczek · h8 – Czarna wieża · a7 – Czarny pionek · b7 – Czarny pionek · c7 – Czarny pionek · d7 – Czarny pionek · e7 – Czarny pionek · f7 – Czarny pionek · g7 – Czarny pionek · h7 – Czarny pionek · a2 – Biały pionek · b2 – Biały pionek · c2 – Biały pionek · d2 – Biały pionek · e2 – Biały pionek · f2 – Biały pionek · g2 – Biały pionek · h2 – Biały pionek · a1 – Biała wieża · b1 – Biały skoczek · c1 – Biały goniec · d1 – Biały hetman · e1 – Biały król · f1 – Biały goniec · g1 – Biały skoczek · h1 – Biała wieża | a8 – Czarna wieża · b8 – Czarny skoczek · c8 – Czarny goniec · d8 – Czarny hetman · e8 – Czarny król · f8 – Czarny goniec · g8 – Czarny skoczek · h8 – Czarna wieża · a7 – Czarny pionek · b7 – Czarny pionek · c7 – Czarny pionek · d7 – Czarny pionek · e7 – Czarny pionek · f7 – Czarny pionek · g7 – Czarny pionek · h7 – Czarny pionek · a2 – Biały pionek · b2 – Biały pionek · c2 – Biały pionek · d2 – Biały pionek · e2 – Biały pionek · f2 – Biały pionek · g2 – Biały pionek · h2 – Biały pionek · a1 – Biała wieża · b1 – Biały skoczek · c1 – Biały goniec · d1 – Biały hetman · e1 – Biały król · f1 – Biały goniec · g1 – Biały skoczek · h1 – Biała wieża | a8 – Czarna wieża · b8 – Czarny skoczek · c8 – Czarny goniec · d8 – Czarny hetman · e8 – Czarny król · f8 – Czarny goniec · g8 – Czarny skoczek · h8 – Czarna wieża · a7 – Czarny pionek · b7 – Czarny pionek · c7 – Czarny pionek · d7 – Czarny pionek · e7 – Czarny pionek · f7 – Czarny pionek · g7 – Czarny pionek · h7 – Czarny pionek · a2 – Biały pionek · b2 – Biały pionek · c2 – Biały pionek · d2 – Biały pionek · e2 – Biały pionek · f2 – Biały pionek · g2 – Biały pionek · h2 – Biały pionek · a1 – Biała wieża · b1 – Biały skoczek · c1 – Biały goniec · d1 – Biały hetman · e1 – Biały król · f1 – Biały goniec · g1 – Biały skoczek · h1 – Biała wieża | a8 – Czarna wieża · b8 – Czarny skoczek · c8 – Czarny goniec · d8 – Czarny hetman · e8 – Czarny król · f8 – Czarny goniec · g8 – Czarny skoczek · h8 – Czarna wieża · a7 – Czarny pionek · b7 – Czarny pionek · c7 – Czarny pionek · d7 – Czarny pionek · e7 – Czarny pionek · f7 – Czarny pionek · g7 – Czarny pionek · h7 – Czarny pionek · a2 – Biały pionek · b2 – Biały pionek · c2 – Biały pionek · d2 – Biały pionek · e2 – Biały pionek · f2 – Biały pionek · g2 – Biały pionek · h2 – Biały pionek · a1 – Biała wieża · b1 – Biały skoczek · c1 – Biały goniec · d1 – Biały hetman · e1 – Biały król · f1 – Biały goniec · g1 – Biały skoczek · h1 – Biała wieża | 4 |
| 3 | a8 – Czarna wieża · b8 – Czarny skoczek · c8 – Czarny goniec · d8 – Czarny hetman · e8 – Czarny król · f8 – Czarny goniec · g8 – Czarny skoczek · h8 – Czarna wieża · a7 – Czarny pionek · b7 – Czarny pionek · c7 – Czarny pionek · d7 – Czarny pionek · e7 – Czarny pionek · f7 – Czarny pionek · g7 – Czarny pionek · h7 – Czarny pionek · a2 – Biały pionek · b2 – Biały pionek · c2 – Biały pionek · d2 – Biały pionek · e2 – Biały pionek · f2 – Biały pionek · g2 – Biały pionek · h2 – Biały pionek · a1 – Biała wieża · b1 – Biały skoczek · c1 – Biały goniec · d1 – Biały hetman · e1 – Biały król · f1 – Biały goniec · g1 – Biały skoczek · h1 – Biała wieża | a8 – Czarna wieża · b8 – Czarny skoczek · c8 – Czarny goniec · d8 – Czarny hetman · e8 – Czarny król · f8 – Czarny goniec · g8 – Czarny skoczek · h8 – Czarna wieża · a7 – Czarny pionek · b7 – Czarny pionek · c7 – Czarny pionek · d7 – Czarny pionek · e7 – Czarny pionek · f7 – Czarny pionek · g7 – Czarny pionek · h7 – Czarny pionek · a2 – Biały pionek · b2 – Biały pionek · c2 – Biały pionek · d2 – Biały pionek · e2 – Biały pionek · f2 – Biały pionek · g2 – Biały pionek · h2 – Biały pionek · a1 – Biała wieża · b1 – Biały skoczek · c1 – Biały goniec · d1 – Biały hetman · e1 – Biały król · f1 – Biały goniec · g1 – Biały skoczek · h1 – Biała wieża | a8 – Czarna wieża · b8 – Czarny skoczek · c8 – Czarny goniec · d8 – Czarny hetman · e8 – Czarny król · f8 – Czarny goniec · g8 – Czarny skoczek · h8 – Czarna wieża · a7 – Czarny pionek · b7 – Czarny pionek · c7 – Czarny pionek · d7 – Czarny pionek · e7 – Czarny pionek · f7 – Czarny pionek · g7 – Czarny pionek · h7 – Czarny pionek · a2 – Biały pionek · b2 – Biały pionek · c2 – Biały pionek · d2 – Biały pionek · e2 – Biały pionek · f2 – Biały pionek · g2 – Biały pionek · h2 – Biały pionek · a1 – Biała wieża · b1 – Biały skoczek · c1 – Biały goniec · d1 – Biały hetman · e1 – Biały król · f1 – Biały goniec · g1 – Biały skoczek · h1 – Biała wieża | a8 – Czarna wieża · b8 – Czarny skoczek · c8 – Czarny goniec · d8 – Czarny hetman · e8 – Czarny król · f8 – Czarny goniec · g8 – Czarny skoczek · h8 – Czarna wieża · a7 – Czarny pionek · b7 – Czarny pionek · c7 – Czarny pionek · d7 – Czarny pionek · e7 – Czarny pionek · f7 – Czarny pionek · g7 – Czarny pionek · h7 – Czarny pionek · a2 – Biały pionek · b2 – Biały pionek · c2 – Biały pionek · d2 – Biały pionek · e2 – Biały pionek · f2 – Biały pionek · g2 – Biały pionek · h2 – Biały pionek · a1 – Biała wieża · b1 – Biały skoczek · c1 – Biały goniec · d1 – Biały hetman · e1 – Biały król · f1 – Biały goniec · g1 – Biały skoczek · h1 – Biała wieża | a8 – Czarna wieża · b8 – Czarny skoczek · c8 – Czarny goniec · d8 – Czarny hetman · e8 – Czarny król · f8 – Czarny goniec · g8 – Czarny skoczek · h8 – Czarna wieża · a7 – Czarny pionek · b7 – Czarny pionek · c7 – Czarny pionek · d7 – Czarny pionek · e7 – Czarny pionek · f7 – Czarny pionek · g7 – Czarny pionek · h7 – Czarny pionek · a2 – Biały pionek · b2 – Biały pionek · c2 – Biały pionek · d2 – Biały pionek · e2 – Biały pionek · f2 – Biały pionek · g2 – Biały pionek · h2 – Biały pionek · a1 – Biała wieża · b1 – Biały skoczek · c1 – Biały goniec · d1 – Biały hetman · e1 – Biały król · f1 – Biały goniec · g1 – Biały skoczek · h1 – Biała wieża | a8 – Czarna wieża · b8 – Czarny skoczek · c8 – Czarny goniec · d8 – Czarny hetman · e8 – Czarny król · f8 – Czarny goniec · g8 – Czarny skoczek · h8 – Czarna wieża · a7 – Czarny pionek · b7 – Czarny pionek · c7 – Czarny pionek · d7 – Czarny pionek · e7 – Czarny pionek · f7 – Czarny pionek · g7 – Czarny pionek · h7 – Czarny pionek · a2 – Biały pionek · b2 – Biały pionek · c2 – Biały pionek · d2 – Biały pionek · e2 – Biały pionek · f2 – Biały pionek · g2 – Biały pionek · h2 – Biały pionek · a1 – Biała wieża · b1 – Biały skoczek · c1 – Biały goniec · d1 – Biały hetman · e1 – Biały król · f1 – Biały goniec · g1 – Biały skoczek · h1 – Biała wieża | a8 – Czarna wieża · b8 – Czarny skoczek · c8 – Czarny goniec · d8 – Czarny hetman · e8 – Czarny król · f8 – Czarny goniec · g8 – Czarny skoczek · h8 – Czarna wieża · a7 – Czarny pionek · b7 – Czarny pionek · c7 – Czarny pionek · d7 – Czarny pionek · e7 – Czarny pionek · f7 – Czarny pionek · g7 – Czarny pionek · h7 – Czarny pionek · a2 – Biały pionek · b2 – Biały pionek · c2 – Biały pionek · d2 – Biały pionek · e2 – Biały pionek · f2 – Biały pionek · g2 – Biały pionek · h2 – Biały pionek · a1 – Biała wieża · b1 – Biały skoczek · c1 – Biały goniec · d1 – Biały hetman · e1 – Biały król · f1 – Biały goniec · g1 – Biały skoczek · h1 – Biała wieża | a8 – Czarna wieża · b8 – Czarny skoczek · c8 – Czarny goniec · d8 – Czarny hetman · e8 – Czarny król · f8 – Czarny goniec · g8 – Czarny skoczek · h8 – Czarna wieża · a7 – Czarny pionek · b7 – Czarny pionek · c7 – Czarny pionek · d7 – Czarny pionek · e7 – Czarny pionek · f7 – Czarny pionek · g7 – Czarny pionek · h7 – Czarny pionek · a2 – Biały pionek · b2 – Biały pionek · c2 – Biały pionek · d2 – Biały pionek · e2 – Biały pionek · f2 – Biały pionek · g2 – Biały pionek · h2 – Biały pionek · a1 – Biała wieża · b1 – Biały skoczek · c1 – Biały goniec · d1 – Biały hetman · e1 – Biały król · f1 – Biały goniec · g1 – Biały skoczek · h1 – Biała wieża | 3 |
| 2 | a8 – Czarna wieża · b8 – Czarny skoczek · c8 – Czarny goniec · d8 – Czarny hetman · e8 – Czarny król · f8 – Czarny goniec · g8 – Czarny skoczek · h8 – Czarna wieża · a7 – Czarny pionek · b7 – Czarny pionek · c7 – Czarny pionek · d7 – Czarny pionek · e7 – Czarny pionek · f7 – Czarny pionek · g7 – Czarny pionek · h7 – Czarny pionek · a2 – Biały pionek · b2 – Biały pionek · c2 – Biały pionek · d2 – Biały pionek · e2 – Biały pionek · f2 – Biały pionek · g2 – Biały pionek · h2 – Biały pionek · a1 – Biała wieża · b1 – Biały skoczek · c1 – Biały goniec · d1 – Biały hetman · e1 – Biały król · f1 – Biały goniec · g1 – Biały skoczek · h1 – Biała wieża | a8 – Czarna wieża · b8 – Czarny skoczek · c8 – Czarny goniec · d8 – Czarny hetman · e8 – Czarny król · f8 – Czarny goniec · g8 – Czarny skoczek · h8 – Czarna wieża · a7 – Czarny pionek · b7 – Czarny pionek · c7 – Czarny pionek · d7 – Czarny pionek · e7 – Czarny pionek · f7 – Czarny pionek · g7 – Czarny pionek · h7 – Czarny pionek · a2 – Biały pionek · b2 – Biały pionek · c2 – Biały pionek · d2 – Biały pionek · e2 – Biały pionek · f2 – Biały pionek · g2 – Biały pionek · h2 – Biały pionek · a1 – Biała wieża · b1 – Biały skoczek · c1 – Biały goniec · d1 – Biały hetman · e1 – Biały król · f1 – Biały goniec · g1 – Biały skoczek · h1 – Biała wieża | a8 – Czarna wieża · b8 – Czarny skoczek · c8 – Czarny goniec · d8 – Czarny hetman · e8 – Czarny król · f8 – Czarny goniec · g8 – Czarny skoczek · h8 – Czarna wieża · a7 – Czarny pionek · b7 – Czarny pionek · c7 – Czarny pionek · d7 – Czarny pionek · e7 – Czarny pionek · f7 – Czarny pionek · g7 – Czarny pionek · h7 – Czarny pionek · a2 – Biały pionek · b2 – Biały pionek · c2 – Biały pionek · d2 – Biały pionek · e2 – Biały pionek · f2 – Biały pionek · g2 – Biały pionek · h2 – Biały pionek · a1 – Biała wieża · b1 – Biały skoczek · c1 – Biały goniec · d1 – Biały hetman · e1 – Biały król · f1 – Biały goniec · g1 – Biały skoczek · h1 – Biała wieża | a8 – Czarna wieża · b8 – Czarny skoczek · c8 – Czarny goniec · d8 – Czarny hetman · e8 – Czarny król · f8 – Czarny goniec · g8 – Czarny skoczek · h8 – Czarna wieża · a7 – Czarny pionek · b7 – Czarny pionek · c7 – Czarny pionek · d7 – Czarny pionek · e7 – Czarny pionek · f7 – Czarny pionek · g7 – Czarny pionek · h7 – Czarny pionek · a2 – Biały pionek · b2 – Biały pionek · c2 – Biały pionek · d2 – Biały pionek · e2 – Biały pionek · f2 – Biały pionek · g2 – Biały pionek · h2 – Biały pionek · a1 – Biała wieża · b1 – Biały skoczek · c1 – Biały goniec · d1 – Biały hetman · e1 – Biały król · f1 – Biały goniec · g1 – Biały skoczek · h1 – Biała wieża | a8 – Czarna wieża · b8 – Czarny skoczek · c8 – Czarny goniec · d8 – Czarny hetman · e8 – Czarny król · f8 – Czarny goniec · g8 – Czarny skoczek · h8 – Czarna wieża · a7 – Czarny pionek · b7 – Czarny pionek · c7 – Czarny pionek · d7 – Czarny pionek · e7 – Czarny pionek · f7 – Czarny pionek · g7 – Czarny pionek · h7 – Czarny pionek · a2 – Biały pionek · b2 – Biały pionek · c2 – Biały pionek · d2 – Biały pionek · e2 – Biały pionek · f2 – Biały pionek · g2 – Biały pionek · h2 – Biały pionek · a1 – Biała wieża · b1 – Biały skoczek · c1 – Biały goniec · d1 – Biały hetman · e1 – Biały król · f1 – Biały goniec · g1 – Biały skoczek · h1 – Biała wieża | a8 – Czarna wieża · b8 – Czarny skoczek · c8 – Czarny goniec · d8 – Czarny hetman · e8 – Czarny król · f8 – Czarny goniec · g8 – Czarny skoczek · h8 – Czarna wieża · a7 – Czarny pionek · b7 – Czarny pionek · c7 – Czarny pionek · d7 – Czarny pionek · e7 – Czarny pionek · f7 – Czarny pionek · g7 – Czarny pionek · h7 – Czarny pionek · a2 – Biały pionek · b2 – Biały pionek · c2 – Biały pionek · d2 – Biały pionek · e2 – Biały pionek · f2 – Biały pionek · g2 – Biały pionek · h2 – Biały pionek · a1 – Biała wieża · b1 – Biały skoczek · c1 – Biały goniec · d1 – Biały hetman · e1 – Biały król · f1 – Biały goniec · g1 – Biały skoczek · h1 – Biała wieża | a8 – Czarna wieża · b8 – Czarny skoczek · c8 – Czarny goniec · d8 – Czarny hetman · e8 – Czarny król · f8 – Czarny goniec · g8 – Czarny skoczek · h8 – Czarna wieża · a7 – Czarny pionek · b7 – Czarny pionek · c7 – Czarny pionek · d7 – Czarny pionek · e7 – Czarny pionek · f7 – Czarny pionek · g7 – Czarny pionek · h7 – Czarny pionek · a2 – Biały pionek · b2 – Biały pionek · c2 – Biały pionek · d2 – Biały pionek · e2 – Biały pionek · f2 – Biały pionek · g2 – Biały pionek · h2 – Biały pionek · a1 – Biała wieża · b1 – Biały skoczek · c1 – Biały goniec · d1 – Biały hetman · e1 – Biały król · f1 – Biały goniec · g1 – Biały skoczek · h1 – Biała wieża | a8 – Czarna wieża · b8 – Czarny skoczek · c8 – Czarny goniec · d8 – Czarny hetman · e8 – Czarny król · f8 – Czarny goniec · g8 – Czarny skoczek · h8 – Czarna wieża · a7 – Czarny pionek · b7 – Czarny pionek · c7 – Czarny pionek · d7 – Czarny pionek · e7 – Czarny pionek · f7 – Czarny pionek · g7 – Czarny pionek · h7 – Czarny pionek · a2 – Biały pionek · b2 – Biały pionek · c2 – Biały pionek · d2 – Biały pionek · e2 – Biały pionek · f2 – Biały pionek · g2 – Biały pionek · h2 – Biały pionek · a1 – Biała wieża · b1 – Biały skoczek · c1 – Biały goniec · d1 – Biały hetman · e1 – Biały król · f1 – Biały goniec · g1 – Biały skoczek · h1 – Biała wieża | 2 |
| 1 | a8 – Czarna wieża · b8 – Czarny skoczek · c8 – Czarny goniec · d8 – Czarny hetman · e8 – Czarny król · f8 – Czarny goniec · g8 – Czarny skoczek · h8 – Czarna wieża · a7 – Czarny pionek · b7 – Czarny pionek · c7 – Czarny pionek · d7 – Czarny pionek · e7 – Czarny pionek · f7 – Czarny pionek · g7 – Czarny pionek · h7 – Czarny pionek · a2 – Biały pionek · b2 – Biały pionek · c2 – Biały pionek · d2 – Biały pionek · e2 – Biały pionek · f2 – Biały pionek · g2 – Biały pionek · h2 – Biały pionek · a1 – Biała wieża · b1 – Biały skoczek · c1 – Biały goniec · d1 – Biały hetman · e1 – Biały król · f1 – Biały goniec · g1 – Biały skoczek · h1 – Biała wieża | a8 – Czarna wieża · b8 – Czarny skoczek · c8 – Czarny goniec · d8 – Czarny hetman · e8 – Czarny król · f8 – Czarny goniec · g8 – Czarny skoczek · h8 – Czarna wieża · a7 – Czarny pionek · b7 – Czarny pionek · c7 – Czarny pionek · d7 – Czarny pionek · e7 – Czarny pionek · f7 – Czarny pionek · g7 – Czarny pionek · h7 – Czarny pionek · a2 – Biały pionek · b2 – Biały pionek · c2 – Biały pionek · d2 – Biały pionek · e2 – Biały pionek · f2 – Biały pionek · g2 – Biały pionek · h2 – Biały pionek · a1 – Biała wieża · b1 – Biały skoczek · c1 – Biały goniec · d1 – Biały hetman · e1 – Biały król · f1 – Biały goniec · g1 – Biały skoczek · h1 – Biała wieża | a8 – Czarna wieża · b8 – Czarny skoczek · c8 – Czarny goniec · d8 – Czarny hetman · e8 – Czarny król · f8 – Czarny goniec · g8 – Czarny skoczek · h8 – Czarna wieża · a7 – Czarny pionek · b7 – Czarny pionek · c7 – Czarny pionek · d7 – Czarny pionek · e7 – Czarny pionek · f7 – Czarny pionek · g7 – Czarny pionek · h7 – Czarny pionek · a2 – Biały pionek · b2 – Biały pionek · c2 – Biały pionek · d2 – Biały pionek · e2 – Biały pionek · f2 – Biały pionek · g2 – Biały pionek · h2 – Biały pionek · a1 – Biała wieża · b1 – Biały skoczek · c1 – Biały goniec · d1 – Biały hetman · e1 – Biały król · f1 – Biały goniec · g1 – Biały skoczek · h1 – Biała wieża | a8 – Czarna wieża · b8 – Czarny skoczek · c8 – Czarny goniec · d8 – Czarny hetman · e8 – Czarny król · f8 – Czarny goniec · g8 – Czarny skoczek · h8 – Czarna wieża · a7 – Czarny pionek · b7 – Czarny pionek · c7 – Czarny pionek · d7 – Czarny pionek · e7 – Czarny pionek · f7 – Czarny pionek · g7 – Czarny pionek · h7 – Czarny pionek · a2 – Biały pionek · b2 – Biały pionek · c2 – Biały pionek · d2 – Biały pionek · e2 – Biały pionek · f2 – Biały pionek · g2 – Biały pionek · h2 – Biały pionek · a1 – Biała wieża · b1 – Biały skoczek · c1 – Biały goniec · d1 – Biały hetman · e1 – Biały król · f1 – Biały goniec · g1 – Biały skoczek · h1 – Biała wieża | a8 – Czarna wieża · b8 – Czarny skoczek · c8 – Czarny goniec · d8 – Czarny hetman · e8 – Czarny król · f8 – Czarny goniec · g8 – Czarny skoczek · h8 – Czarna wieża · a7 – Czarny pionek · b7 – Czarny pionek · c7 – Czarny pionek · d7 – Czarny pionek · e7 – Czarny pionek · f7 – Czarny pionek · g7 – Czarny pionek · h7 – Czarny pionek · a2 – Biały pionek · b2 – Biały pionek · c2 – Biały pionek · d2 – Biały pionek · e2 – Biały pionek · f2 – Biały pionek · g2 – Biały pionek · h2 – Biały pionek · a1 – Biała wieża · b1 – Biały skoczek · c1 – Biały goniec · d1 – Biały hetman · e1 – Biały król · f1 – Biały goniec · g1 – Biały skoczek · h1 – Biała wieża | a8 – Czarna wieża · b8 – Czarny skoczek · c8 – Czarny goniec · d8 – Czarny hetman · e8 – Czarny król · f8 – Czarny goniec · g8 – Czarny skoczek · h8 – Czarna wieża · a7 – Czarny pionek · b7 – Czarny pionek · c7 – Czarny pionek · d7 – Czarny pionek · e7 – Czarny pionek · f7 – Czarny pionek · g7 – Czarny pionek · h7 – Czarny pionek · a2 – Biały pionek · b2 – Biały pionek · c2 – Biały pionek · d2 – Biały pionek · e2 – Biały pionek · f2 – Biały pionek · g2 – Biały pionek · h2 – Biały pionek · a1 – Biała wieża · b1 – Biały skoczek · c1 – Biały goniec · d1 – Biały hetman · e1 – Biały król · f1 – Biały goniec · g1 – Biały skoczek · h1 – Biała wieża | a8 – Czarna wieża · b8 – Czarny skoczek · c8 – Czarny goniec · d8 – Czarny hetman · e8 – Czarny król · f8 – Czarny goniec · g8 – Czarny skoczek · h8 – Czarna wieża · a7 – Czarny pionek · b7 – Czarny pionek · c7 – Czarny pionek · d7 – Czarny pionek · e7 – Czarny pionek · f7 – Czarny pionek · g7 – Czarny pionek · h7 – Czarny pionek · a2 – Biały pionek · b2 – Biały pionek · c2 – Biały pionek · d2 – Biały pionek · e2 – Biały pionek · f2 – Biały pionek · g2 – Biały pionek · h2 – Biały pionek · a1 – Biała wieża · b1 – Biały skoczek · c1 – Biały goniec · d1 – Biały hetman · e1 – Biały król · f1 – Biały goniec · g1 – Biały skoczek · h1 – Biała wieża | a8 – Czarna wieża · b8 – Czarny skoczek · c8 – Czarny goniec · d8 – Czarny hetman · e8 – Czarny król · f8 – Czarny goniec · g8 – Czarny skoczek · h8 – Czarna wieża · a7 – Czarny pionek · b7 – Czarny pionek · c7 – Czarny pionek · d7 – Czarny pionek · e7 – Czarny pionek · f7 – Czarny pionek · g7 – Czarny pionek · h7 – Czarny pionek · a2 – Biały pionek · b2 – Biały pionek · c2 – Biały pionek · d2 – Biały pionek · e2 – Biały pionek · f2 – Biały pionek · g2 – Biały pionek · h2 – Biały pionek · a1 – Biała wieża · b1 – Biały skoczek · c1 – Biały goniec · d1 – Biały hetman · e1 – Biały król · f1 – Biały goniec · g1 – Biały skoczek · h1 – Biała wieża | 1 |
|   | a | b | c | d | e | f | g | h |   |

Szachy rozgrywa się na szachownicy, kwadratowej planszy podzielonej na 64 kwadratowe pola (osiem na osiem) o dwóch naprzemiennych kolorach, podobna do warcabnicy używanej w warcabach. Bez względu na rzeczywisty kolor pól, jaśniejsze nazywa się „białymi” (bądź „jasnymi”), zaś ciemniejsze określa się jako „czarne” (lub „ciemne”). Umowne są też nazwy graczy oraz jego bierek: jaśniejsze bierki nazywane są „białymi”, ciemniejsze bierki z kolei noszą nazwę „czarnych”; z tego względu gracza posługującego się białymi bierkami nazywa się „białym”, a gracza korzystającego z czarnych bierek – „czarnym”. Szachownicę ustawia się tak, by w lewym dolnym rogu planszy znajdowało się czarne pole (stąd w prawym dolnym musi znajdować się białe). Każdy gracz dysponuje szesnastoma bierkami:
| Bierka  | Król | Hetman | Wieża | Goniec | Skoczek | Pion |
| ------- | ---- | ------ | ----- | ------ | ------- | ---- |
| Liczba  | 1    | 1      | 2     | 2      | 2       | 8    |
| Symbole |      |        |       |        |         |      |
Na początku gry bierki rozmieszczone są jak na diagramie obok. Drugi rząd od strony gracza mieści osiem pionów; rząd najbliższy graczowi zawiera pozostałe bierki nazywane figurami:
- wieże znajdują się w narożnikach planszy;
- skoczki sąsiadują z wieżami od strony wewnętrznej;
- gońce umieszcza się obok skoczków po ich wewnętrznej stronie;
- hetmana rozstawia się na jednym ze środkowych pól – tym, które ma kolor zgodny z kolorem gracza: biały hetman na białym polu, czarny hetman na czarnym polu;
- król zajmuje ostatnie wolne pole w dolnym rzędzie, obok hetmana.

Hetmany i wieże nazywa się figurami ciężkimi, zaś gońce i skoczki to figury lekkie.

### Wskazywanie pól

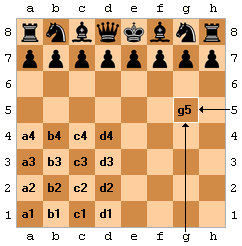
Nazewnictwo pól w notacji algebraicznej.

Z każdym polem szachownicy utożsamia się w jednoznaczny sposób parę złożoną z litery oraz cyfry. Linie pionowe, nazywane kolumnami, opisuje się kolejno – od lewej do prawej strony białych – literami od a do h. Podobnie linie poziome, nazywane rzędami, numeruje się kolejno – od najbliższej białym – cyframi od 1 do 8. W ten sposób można wskazać dowolne pole podając jego literę kolumny oraz cyfrę rzędu. Przykładowo biały król rozpoczyna grę stojąc na polu e1, z kolei czarny skoczek może w pierwszym posunięciu przejść na jedno z pól a6 lub c6.
Linie ukośne tworzone przez pola tego samego koloru sąsiadujące narożnikami nazywa się przekątnymi lub diagonalami. Praktykujący szachiści pod nazwą linia rozumieją zwykle rzędy bądź kolumny, przy czym zwykle z kontekstu wynika to, o które z tych pojęć chodzi.

## Rozgrywka
Pierwsze posunięcie wykonują białe, następnie gracze wykonują ruchy na przemian. Wykonanie ruchu jest obowiązkowe; nie można z niego zrezygnować, nawet wtedy, gdy ma on prowadzić do strat czy przegranej. Gra toczy się do zamatowania jednego z króli, rezygnacji gracza z dalszej gry lub gdy nastąpił remis, którego reguły opisano niżej. Dodatkowo jeśli gra ograniczona jest kontrolą czasu, to gracz, który przekroczył czas, przegrywa.
Oficjalne zasady gry nie przewidują sposobu wyboru gracza grającego białymi bierkami. O tym, kto gra białymi decydują jednak reguły danego turnieju (rozgrywanego np. w systemie szwajcarskim czy kołowym) lub, w przypadku gry amatorskiej, obopólna zgoda, gdzie korzysta się często z pewnej formy wyboru losowego: jeden z graczy chowa wtedy białego piona w jednej dłoni, a czarnego w drugiej i pozostawia wskazanie przeciwnikowi koloru bierek, którymi ten będzie grał, do wyboru.

### Posunięcia
Jeśli gracz mający wykonać ruch (będący na posunięciu) dotknie swojej bierki, jest zobligowany do wykonania ruchu tą właśnie bierką – pod warunkiem, że taki ruch jest możliwy (tzw. reguła dotkniętej figury). Jeśli gracz dotknie bierki przeciwnika, musi ją zbić, o ile jest to możliwe. Jeśli istnieje konieczność poprawienia ustawienia bierek na szachownicy, gracz musi uprzedzić przeciwnika zwyczajowym poprawiam (lub fr. J’adoube, ang. I adjust czy ros. поправляю).
Jeśli gracz wykonał ruch niezgodny z przepisami, musi cofnąć bierkę na początkowe pole i wykonać nią inny ruch, o ile taki jest możliwy (jeśli nie jest możliwy, może wykonać dowolny ruch inną bierką). Jeśli nieprawidłowy ruch został zauważony w późniejszej fazie gry, partia powinna zostać cofnięta do pozycji sprzed tego ruchu. W partiach turniejowych taki przypadek karany jest przez sędziego zmniejszeniem czasu gracza na zastanowienie.
Wyjątkiem jest wykonanie nieprawidłowego posunięcia w szachach błyskawicznych (tzw. blitz). Jeśli gracz wykona nieprawidłowe posunięcie oraz zakończy je przyciśnięciem dźwigni zegara szachowego, a zostanie to zauważone przez przeciwnika – przegrywa partię.

#### Podstawowe ruchy
Każda bierka porusza się na sobie właściwy sposób. Ruchy wykonuje się na wolne pola, wyjąwszy pola zajęte przez bierki przeciwnika. Z wyjątkiem skoczków bierki nie mogą przeskakiwać innych. Bicie bierki przeciwnika to ruch bierki na pole, na której stoi bierka przeciwnika (jedynym wyjątkiem jest en passant, bicie w przelocie), wówczas bierka atakująca zajmuje miejsce bierki zbijanej, która jest zdejmowana z szachownicy i nie bierze udziału w dalszej grze. Król może być szachowany, tzn. może być zagrożony zbiciem, lecz nie może być zbity (zob. niżej).
- Król może ruszać się o jedno pole w poziomie, pionie lub na ukos. Najwyżej raz w grze każdy z króli może wykonać specjalny ruch zwany roszadą (zob. niżej).
- Wieża porusza się o dowolną liczbę wolnych pól w poziomie i pionie; porusza się ona również podczas roszady.
- Goniec może ruszać się o dowolną liczbę wolnych pól po przekątnych.
- Hetman porusza się o dowolną liczbę wolnych pól w poziomie, pionie i na ukos (łączy w ten sposób w sobie ruchy wieży i gońca).
- Skoczek rusza się na najbliższe pole nie znajdujące się w tym samym rzędzie, kolumnie lub przekątnej; innymi słowy poruszają się one o dwa pola na kształt wieży, a następnie jedno pole prostopadle do tego kierunku. Ruch skoczka nie jest blokowany przez inne bierki, tzn. „skacze” on na nowe pole. Ruchy skoczka opisuje się także porównując je do litery „L” lub cyfry „7” (lub dowolnej odbitej, w poziomie i pionie, ich postaci), przy czym wykonuje on dwa kroki w danym kierunku, 90° zwrot w jednym z kierunków i krok w nowo wybranych kierunku.
- Pion ma najbardziej rozbudowane zasady poruszania się:
  - Pion może poruszyć się o jedno pole naprzód, o ile nie jest ono zajęte. Jeżeli nie wykonano danym pionem posunięcia, to w pierwszym ruchu ma on możliwość wykonania ruchu o dwa pola naprzód, o ile żadne z tych pól nie jest zajęte. Pion nie może ruszać się do tyłu.
  - Piony są jedynymi bierkami, które biją inaczej niż się poruszają. Mogą one zbić wrogą bierkę, jeśli znajduje się ona na jednym z dwóch pól sąsiadujących w poziomie z polem przed nimi (tzn. z pól na ukos przed nimi), lecz nie mogą się tam ruszyć, jeśli pola te są wolne.

Piony mają również dwa szczególne posunięcia: en passant (bicie w przelocie) oraz promocję (Schiller 2003 ↓, s. 17–19).

#### Roszada
Roszada składa się z wykonania posunięcia króla o dwa pola w stronę wieży, a następnie umieszczeniu wieży po drugiej stronie króla na polu z nim sąsiadującym. Roszada jest możliwa wyłącznie wtedy, gdy spełnione są wszystkie poniższe warunki:
1. król, jak i wieża biorąca udział w roszadzie nie wykonały jeszcze posunięcia;
2. między królem a wieżą nie ma innych bierek;
3. król nie może być szachowany, nie może przechodzić ani zakończyć ruchu na polu atakowanym przez bierkę przeciwnika;
4. król oraz wieża muszą znajdować się w tym samym rzędzie (Schiller 2003 ↓, s. 19)[3].

#### Bicie w przelocie (En passant)
Jeśli gracz A wykona ruch pionem o dwa pola, zaś gracz B ma piona w piątym, patrząc z jego perspektywy, rzędzie i sąsiadującej kolumnie, to pion gracza B może zbić piona gracza A tak, jak gdyby wykonał on posunięcie o jedno pole. Bicie to można wykonać tylko w ruchu bezpośrednio po ruchu pionem o dwa pola. W przykładzie obok: jeśli biały pion wykona posunięcie z a2 na a4, to czarny pion na b4 może zbić go en passant (w przelocie) kończąc swe posunięcie na polu a3.

#### Promocja piona
Jeśli pion osiągnie ósmy rząd, to wówczas jest on promowany (zamieniany) na hetmana, wieżę, gońca lub skoczka tego samego koloru, przy czym wybór zależy od gracza (zwykle jest to hetman). Wybór nie ogranicza się do poprzednio zbitych bierek, stąd teoretycznie możliwe jest posiadanie przez gracza dziewięciu hetmanów albo dziesięciu wież, gońców albo skoczków (o ile tylko wszystkie piony będą promowane i żadna z figur danego rodzaju nie zostanie zbita). W przypadku braku potrzebnej bierki gracz powinien wezwać sędziego, aby ten ją dostarczył (Schiller 2003 ↓, s. 17–19).

### Szach
|   | a                                                                                                 | b                                                                                                 | c                                                                                                 | d                                                                                                 | e                                                                                                 | f                                                                                                 | g                                                                                                 | h                                                                                                 |   |
| 8 | d6 – Czarny król · f6 – Czarny goniec · h5 – Czarny skoczek · f3 – Biały król · g3 – Biały goniec | d6 – Czarny król · f6 – Czarny goniec · h5 – Czarny skoczek · f3 – Biały król · g3 – Biały goniec | d6 – Czarny król · f6 – Czarny goniec · h5 – Czarny skoczek · f3 – Biały król · g3 – Biały goniec | d6 – Czarny król · f6 – Czarny goniec · h5 – Czarny skoczek · f3 – Biały król · g3 – Biały goniec | d6 – Czarny król · f6 – Czarny goniec · h5 – Czarny skoczek · f3 – Biały król · g3 – Biały goniec | d6 – Czarny król · f6 – Czarny goniec · h5 – Czarny skoczek · f3 – Biały król · g3 – Biały goniec | d6 – Czarny król · f6 – Czarny goniec · h5 – Czarny skoczek · f3 – Biały król · g3 – Biały goniec | d6 – Czarny król · f6 – Czarny goniec · h5 – Czarny skoczek · f3 – Biały król · g3 – Biały goniec | 8 |
| 7 | d6 – Czarny król · f6 – Czarny goniec · h5 – Czarny skoczek · f3 – Biały król · g3 – Biały goniec | d6 – Czarny król · f6 – Czarny goniec · h5 – Czarny skoczek · f3 – Biały król · g3 – Biały goniec | d6 – Czarny król · f6 – Czarny goniec · h5 – Czarny skoczek · f3 – Biały król · g3 – Biały goniec | d6 – Czarny król · f6 – Czarny goniec · h5 – Czarny skoczek · f3 – Biały król · g3 – Biały goniec | d6 – Czarny król · f6 – Czarny goniec · h5 – Czarny skoczek · f3 – Biały król · g3 – Biały goniec | d6 – Czarny król · f6 – Czarny goniec · h5 – Czarny skoczek · f3 – Biały król · g3 – Biały goniec | d6 – Czarny król · f6 – Czarny goniec · h5 – Czarny skoczek · f3 – Biały król · g3 – Biały goniec | d6 – Czarny król · f6 – Czarny goniec · h5 – Czarny skoczek · f3 – Biały król · g3 – Biały goniec | 7 |
| 6 | d6 – Czarny król · f6 – Czarny goniec · h5 – Czarny skoczek · f3 – Biały król · g3 – Biały goniec | d6 – Czarny król · f6 – Czarny goniec · h5 – Czarny skoczek · f3 – Biały król · g3 – Biały goniec | d6 – Czarny król · f6 – Czarny goniec · h5 – Czarny skoczek · f3 – Biały król · g3 – Biały goniec | d6 – Czarny król · f6 – Czarny goniec · h5 – Czarny skoczek · f3 – Biały król · g3 – Biały goniec | d6 – Czarny król · f6 – Czarny goniec · h5 – Czarny skoczek · f3 – Biały król · g3 – Biały goniec | d6 – Czarny król · f6 – Czarny goniec · h5 – Czarny skoczek · f3 – Biały król · g3 – Biały goniec | d6 – Czarny król · f6 – Czarny goniec · h5 – Czarny skoczek · f3 – Biały król · g3 – Biały goniec | d6 – Czarny król · f6 – Czarny goniec · h5 – Czarny skoczek · f3 – Biały król · g3 – Biały goniec | 6 |
| 5 | d6 – Czarny król · f6 – Czarny goniec · h5 – Czarny skoczek · f3 – Biały król · g3 – Biały goniec | d6 – Czarny król · f6 – Czarny goniec · h5 – Czarny skoczek · f3 – Biały król · g3 – Biały goniec | d6 – Czarny król · f6 – Czarny goniec · h5 – Czarny skoczek · f3 – Biały król · g3 – Biały goniec | d6 – Czarny król · f6 – Czarny goniec · h5 – Czarny skoczek · f3 – Biały król · g3 – Biały goniec | d6 – Czarny król · f6 – Czarny goniec · h5 – Czarny skoczek · f3 – Biały król · g3 – Biały goniec | d6 – Czarny król · f6 – Czarny goniec · h5 – Czarny skoczek · f3 – Biały król · g3 – Biały goniec | d6 – Czarny król · f6 – Czarny goniec · h5 – Czarny skoczek · f3 – Biały król · g3 – Biały goniec | d6 – Czarny król · f6 – Czarny goniec · h5 – Czarny skoczek · f3 – Biały król · g3 – Biały goniec | 5 |
| 4 | d6 – Czarny król · f6 – Czarny goniec · h5 – Czarny skoczek · f3 – Biały król · g3 – Biały goniec | d6 – Czarny król · f6 – Czarny goniec · h5 – Czarny skoczek · f3 – Biały król · g3 – Biały goniec | d6 – Czarny król · f6 – Czarny goniec · h5 – Czarny skoczek · f3 – Biały król · g3 – Biały goniec | d6 – Czarny król · f6 – Czarny goniec · h5 – Czarny skoczek · f3 – Biały król · g3 – Biały goniec | d6 – Czarny król · f6 – Czarny goniec · h5 – Czarny skoczek · f3 – Biały król · g3 – Biały goniec | d6 – Czarny król · f6 – Czarny goniec · h5 – Czarny skoczek · f3 – Biały król · g3 – Biały goniec | d6 – Czarny król · f6 – Czarny goniec · h5 – Czarny skoczek · f3 – Biały król · g3 – Biały goniec | d6 – Czarny król · f6 – Czarny goniec · h5 – Czarny skoczek · f3 – Biały król · g3 – Biały goniec | 4 |
| 3 | d6 – Czarny król · f6 – Czarny goniec · h5 – Czarny skoczek · f3 – Biały król · g3 – Biały goniec | d6 – Czarny król · f6 – Czarny goniec · h5 – Czarny skoczek · f3 – Biały król · g3 – Biały goniec | d6 – Czarny król · f6 – Czarny goniec · h5 – Czarny skoczek · f3 – Biały król · g3 – Biały goniec | d6 – Czarny król · f6 – Czarny goniec · h5 – Czarny skoczek · f3 – Biały król · g3 – Biały goniec | d6 – Czarny król · f6 – Czarny goniec · h5 – Czarny skoczek · f3 – Biały król · g3 – Biały goniec | d6 – Czarny król · f6 – Czarny goniec · h5 – Czarny skoczek · f3 – Biały król · g3 – Biały goniec | d6 – Czarny król · f6 – Czarny goniec · h5 – Czarny skoczek · f3 – Biały król · g3 – Biały goniec | d6 – Czarny król · f6 – Czarny goniec · h5 – Czarny skoczek · f3 – Biały król · g3 – Biały goniec | 3 |
| 2 | d6 – Czarny król · f6 – Czarny goniec · h5 – Czarny skoczek · f3 – Biały król · g3 – Biały goniec | d6 – Czarny król · f6 – Czarny goniec · h5 – Czarny skoczek · f3 – Biały król · g3 – Biały goniec | d6 – Czarny król · f6 – Czarny goniec · h5 – Czarny skoczek · f3 – Biały król · g3 – Biały goniec | d6 – Czarny król · f6 – Czarny goniec · h5 – Czarny skoczek · f3 – Biały król · g3 – Biały goniec | d6 – Czarny król · f6 – Czarny goniec · h5 – Czarny skoczek · f3 – Biały król · g3 – Biały goniec | d6 – Czarny król · f6 – Czarny goniec · h5 – Czarny skoczek · f3 – Biały król · g3 – Biały goniec | d6 – Czarny król · f6 – Czarny goniec · h5 – Czarny skoczek · f3 – Biały król · g3 – Biały goniec | d6 – Czarny król · f6 – Czarny goniec · h5 – Czarny skoczek · f3 – Biały król · g3 – Biały goniec | 2 |
| 1 | d6 – Czarny król · f6 – Czarny goniec · h5 – Czarny skoczek · f3 – Biały król · g3 – Biały goniec | d6 – Czarny król · f6 – Czarny goniec · h5 – Czarny skoczek · f3 – Biały król · g3 – Biały goniec | d6 – Czarny król · f6 – Czarny goniec · h5 – Czarny skoczek · f3 – Biały król · g3 – Biały goniec | d6 – Czarny król · f6 – Czarny goniec · h5 – Czarny skoczek · f3 – Biały król · g3 – Biały goniec | d6 – Czarny król · f6 – Czarny goniec · h5 – Czarny skoczek · f3 – Biały król · g3 – Biały goniec | d6 – Czarny król · f6 – Czarny goniec · h5 – Czarny skoczek · f3 – Biały król · g3 – Biały goniec | d6 – Czarny król · f6 – Czarny goniec · h5 – Czarny skoczek · f3 – Biały król · g3 – Biały goniec | d6 – Czarny król · f6 – Czarny goniec · h5 – Czarny skoczek · f3 – Biały król · g3 – Biały goniec | 1 |
|   | a                                                                                                 | b                                                                                                 | c                                                                                                 | d                                                                                                 | e                                                                                                 | f                                                                                                 | g                                                                                                 | h                                                                                                 |   |

Jeżeli gracz wykona ruch, w którym grozi królowi przeciwnika zbiciem (niekoniecznie przez bierkę, którą poruszył), to mówi się, że król jest szachowany. Szachem nazywa się taką pozycję, w której jedna lub więcej bierek przeciwnika może teoretycznie zbić króla w kolejnym ruchu (choć król nigdy nie jest zbijany). Obowiązkiem gracza, którego król jest szachowany, jest wyeliminowanie w kolejnym ruchu zagrożenia zbiciem; gracz nie może pozostawić swojego króla szachowanym po zakończeniu swego posunięcia. Można to uczynić na kilka sposobów:
- przesunąć króla na pole, na którym nie jest on zagrożony;
- zbić grożącą bierkę (również królem, jeśli nie sprawi to, że będzie on szachowany);
- umieścić bierkę między królem a grożącą bierką; nie jest to możliwe w przypadku skoczka i piona lub gdy szachujące hetman, wieża albo goniec znajdują się na polu sąsiadującym z królem.

W grach nieformalnych szach zaznacza się słownie mówiąc „szach”, w formalnych zawodach jednak czyni się to niezmiernie rzadko (Just i Burg 2003 ↓, s. 28).
Gracz nie może wykonać żadnego posunięcia, które sprawiałoby, że jego król byłby szachowany, nawet gdy bierka szachująca nie mogłaby się ruszyć z powodu związania, tzn. jej poruszenie wystawiłoby na szacha własnego króla. Oznacza to także, że gracz nie może wykonać posunięcia królem na jakiekolwiek pole sąsiadujące z królem przeciwnika, gdyż umożliwiłoby to wrogiemu królowi jego zbicie, a więc wystawiło na szach.

## Zapis partii

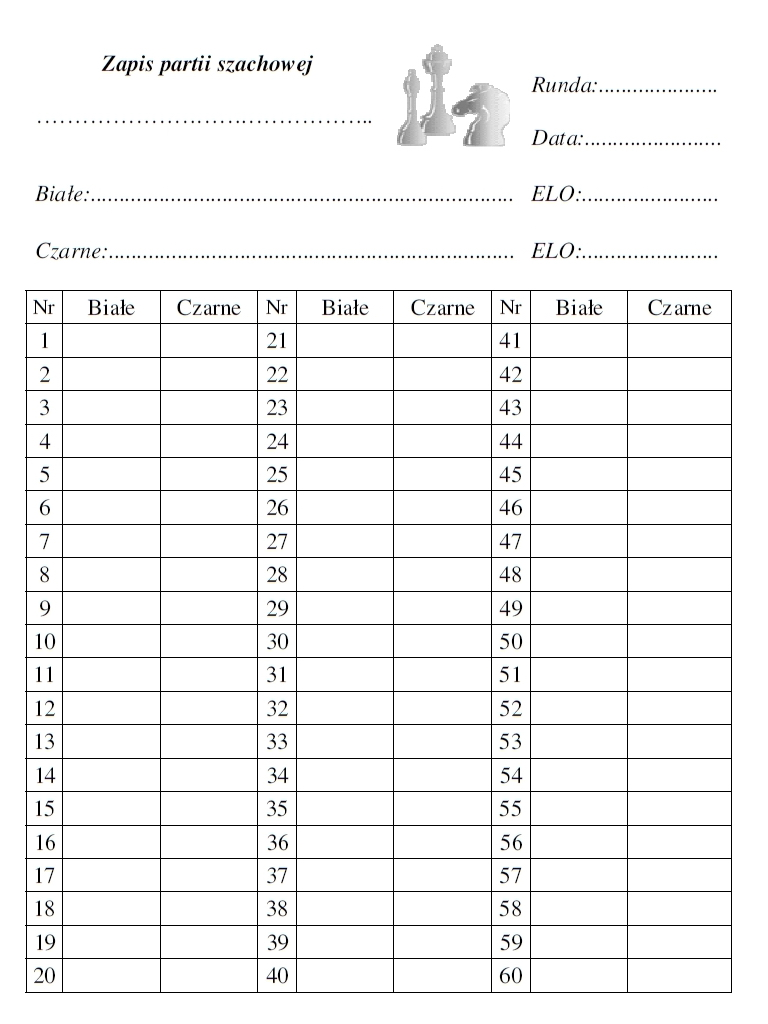
Przykładowy blankiet do zapisu partii szachowej.

W zawodach rozgrywanych tempem klasycznym zawodnicy mają obowiązek prowadzenia zapisu każdego posunięcia na specjalnym formularzu do zapisu partii. Jest on podstawą do rozstrzygania ewentualnych rozbieżności co do wyniku partii, nieprawidłowych posunięć lub przekroczenia czasu.
Diagramy w książkach i czasopismach szachowych zawsze są rysowane tak, że strona białych jest na dole, strona czarnych – na górze. Dotyczy to również programów szachowych i stron internetowych, przy czym dla wygody użytkownika często umożliwiają one odwrócenie stron.

## Zakończenie partii
Partia kończy się wygraną jednej ze stron, jeśli:
- król przeciwnika został zamatowany;
- przeciwnik poddał partię (przy czym musi to być wyraźnie zasygnalizowane, zwykłe podanie ręki czy zatrzymanie zegara nie oznacza w świetle przepisów poddania partii);
- przeciwnik przekroczył czas na wykonanie określonej liczby ruchów (patrz niżej).

Przy określaniu wyniku partii czasami jest konieczna ocena, czy gracz ma wystarczającą liczbę bierek, by dać mata przeciwnikowi. Za wystarczający materiał do zamatowania króla (stosuje się zasadę najmniej sensownej obrony) uważa się co najmniej:
- piona;
- skoczka i gońca;
- dwa gońce;
- dwa skoczki;
- wieżę;
- hetmana;
- oraz wszystkie pozycje, z których poprzez prawidłowe posunięcia można dać mata.

Partia kończy się remisem, jeśli:
- na szachownicy powstała pozycja patowa;
- żadna ze stron nie ma „materiału” wystarczającego do zamatowania króla przeciwnika;
- powstała pozycja, w której poprzez prawidłowe posunięcia żadna ze stron nie może dać mata (martwa pozycja);
- gracze uzgodnili remis (propozycję remisu składa gracz na posunięciu; po wykonaniu przez niego ruchu przeciwnik może ją przyjąć lub odrzucić; wykonanie ruchu jest jednoznaczne z odrzuceniem propozycji remisu).

Gracz może reklamować remis (domagać się remisu), gdy:
- wykonano pięćdziesiąt kolejnych ruchów przez obu graczy, w których nie zabito żadnej bierki i nie wykonano żadnego ruchu pionem;
- na szachownicy po raz trzeci powstała ta sama pozycja, gdy ten sam gracz jest na posunięciu oraz wszystkie bierki mogą wykonać takie same posunięcia (np. roszada, bicie w przelocie); w szczególności gracz może reklamować remis w przypadku wiecznego szacha.

W tych dwóch przypadkach przeciwnik powinien zgodzić się na remis lub w partii turniejowej zgłosić swoje obiekcje sędziemu.
W partiach turniejowych każdy z graczy przeważnie musi wykonać określoną liczbę ruchów w określonym czasie. Tak zwane tempo gry jest określane w regulaminie zawodów, np. na 40 pierwszych posunięć gracze mają dwie godziny oraz na dokończenie partii godzinę. Obecnie najczęściej gra się bez limitu posunięć, ale z czasem dodatkowym, który niewykorzystany jest dodawany do czasu podstawowego, np. 90 minut (czas podstawowy) oraz 30 sekund na każde posunięcie (czas dodatkowy). Przekroczenie czasu grozi przegraną, przy zachowaniu następujących zasad:
- jeśli w partii powstał mat, gra kończy się zwycięstwem gracza, który go dał, niezależnie od kontroli czasu (pod warunkiem, że powstał poprzez prawidłowe posunięcie);
- jeśli w partii powstał pat, gra kończy się remisem, niezależnie od kontroli czasu (pod warunkiem, że powstał poprzez prawidłowe posunięcie);
- jeśli gracz reklamuje przekroczenie czasu przez przeciwnika, lecz sam również przekroczył czas, partia kończy się remisem;
- jeśli gracz reklamuje przekroczenie czasu przez przeciwnika, sam nie przekroczył czasu i ma wystarczający materiał do dania mata, partia kończy się jego wygraną;
- jeśli gracz reklamuje przekroczenie czasu przez przeciwnika, lecz nie ma wystarczającego materiału do dania mata, partia kończy się remisem.